# Église Saint-Eustache de Melbourne-Sud
Pour les articles homonymes, voir Église Saint-Eustache.
L’église Saint-Eustache (anglais : St Eustathios' Church ; grec moderne : Εκκλησία του Αγίου Ευσταθίου) est un édifice religieux orthodoxe situé à Melbourne, en Australie.

## Situation et accès
L'édifice est situé au no 221 de la rue Dorcas, dans la banlieue de Melbourne-Sud, au nord de la Ville de Port Phillip, et plus largement vers le centre de l’agglomération de Melbourne.

## Histoire
Durant l'après-guerre, de nombreux migrants grecs arrivent à Station Pier et modèlent une communauté dans l'agglomération,,. Vers 1966, la communauté acquit ainsi l'ancienne église presbytérienne en face de l'église Saint-Luc et fonde la nouvelle église orthodoxe grecque,.

## Pratiques religieuses
Trois langues y rythment les activités religieuses : les Saintes Écritures sont d'abord lues en grec liturgique ; l'interprétation du sermon, la confession de foi et le Notre Père sont d'abord recités en grec moderne ; tous ces textes sont réinterprétés dans un second temps en anglais, langue également utilisée pour l'École du dimanche,. Bien que cette dernière langue ne s'étende pas à toute la liturgie régulière, son emploi permet à certaines personnes extérieures à la paroisse d'y venir pour des baptêmes ou des mariages. Il est à noter que l'un des prêtres au début des années 2000 est né en Australie mais a poursuivi sa formation théologique en Grèce.